# East Point
East Point è un comune (city) degli Stati Uniti d'America della contea di Fulton nello Stato della Georgia. La popolazione era di 33 712 abitanti al censimento del 2010. È un sobborgo situato a sud-ovest dei quartieri di Atlanta. Il nome della città deriva dall'essere all'estremità opposta dell'ex Atlanta and West Point Railroad da West Point.

## Geografia fisica
Secondo lo United States Census Bureau, ha un'area totale di 14,69 mi² (38,05 km²).

## Storia
Il nome "East Point" deriva dal fatto che questo era il capolinea della Atlanta and West Point Railroad ad est; West Point era il capolinea dove la linea ferroviaria terminava ad ovest.
Questo insediamento fu fondato come capolinea ferroviario con 16 famiglie nel 1870, ma è cresciuto rapidamente dopo che divenne un luogo invitante per l'industria per svilupparsi. Presto vantò la ferrovia, due mulini e una distilleria governativa situata su Connally Drive. Uno degli edifici più antichi era la fabbrica della White Hickory Manufacturing Company, costruita da B.M. Blount e L.M. Hill (che divenne il primo presidente del consiglio di amministrazione della città)
Nel 1880 la città possedeva due chiese, una scuola pubblica, una sgranatrice di cotone a vapore, una segheria, un ufficio postale (creato nel 1851), un ufficio telegrafico e un settimanale, il The Plough Boy. East Point era classificata come centro di produzione di cereali e cotone. Con il suo piacevole clima montuoso e la vicinanza alla ferrovia, era una popolare località estiva per persone provenienti dalla città di Atlanta.
Nel 1884 il primo telefono squillò ad East Point, e nel 1887 la città ricevette il suo primo atto costitutivo. Nel 1890 una parte importante di proprietà lungo East Point Avenue fu suddivisa e sviluppata, aprendo la strada ad altre case, a più chiese, a più persone e ad altri posti di lavoro. Nel 1892, Main Street fu completata, nonostante le proteste di alcuni primi coloni di progresso che sostenevano che una strada principale sulla Newnan Road fosse più che sufficiente.
All'inizio del XX secolo, la "città adolescente" era pronta a crescere nella città che alla fine sarebbe diventata.
Alla fine del 2015 e all'inizio del 2016, alcune scene provenienti da Stranger Things, molto acclamato da Netflix, sono state girate all'esterno della First Baptist Church (in piedi per ospitare un ospedale in una cittadina fittizia dell'Indiana).

## Società

### Evoluzione demografica
Secondo il censimento del 2010, la popolazione era di 33 712 abitanti.

### Etnie e minoranze straniere
Secondo il censimento del 2010, la composizione etnica della città era formata dal 16,1% di bianchi, il 74,6% di afroamericani, lo 0,4% di nativi americani, lo 0,8% di asiatici, lo 0,0% di oceanici, il 6,0% di altre razze, e il 2,0% di due o più etnie. Ispanici o latinos di qualunque razza erano l'11,5% della popolazione.